# Dogmazic
Dogmazic е уебсайт за слушане и безплатно изтегляне на музика, която е под лиценз за безплатно разпространение. Стартира през 2004 г. Управлява се от френската асоциация Musique Libre! със седалище в град Лион, Франция.

## История
Стартира на 10 юни 2004 г. като musique-libre.org, с това име е до септември 2006 г. До декември 2012 г. платформата за изтегляне на музика е под отворен лиценз. Сайтът предлага на артистите да разпространяват своите творения онлайн, при условие че тези произведения са обхванати от един от лицензите, приложими за музиката. Лейбълите, популяризиращи артисти в „свободен стил“, също им се позволява да се регистрират на сайта, за да открият музикални каталози на своите изпълнители. През ноември 2011 г. пълният каталог на сайта включва 51 066 парчета от 4406 групи и 325 лейбъла под 35 различни лиценза.
В периода от декември 2012 до май 2015 г. в сайта няма достъп до архивната музика.
По-късно сайтът предлага и блог, посветен на музиката, безплатни новини за културата и дискусионен форум.